# Oeneis nahanni
Oeneis nahanni är en fjärilsart som beskrevs av Kenneth Kent Mackenzie 1904. Oeneis nahanni ingår i släktet Oeneis och familjen praktfjärilar. Inga underarter finns listade i Catalogue of Life.